# Monaco op het Eurovisiesongfestival 2004
Monaco nam deel aan het Eurovisiesongfestival 2004 in Istanboel, Turkije. Het was de 22ste deelname van het land aan het Eurovisiesongfestival en de eerste in 25 jaar; de vorige deelname van Monaco was in 1979.

## Selectie
Net als tussen 1959 en 1979 werd de inzending van Monaco intern gekozen door de Monegaskische omroep TMC. Een jury koos voor de Franse zangeres Märyon met het lied Notre planète.

## In Istanboel
In 2004 werd op het Eurovisiesongfestival de halve finale ingevoerd. Monaco moest hierin als negende aantreden, na Malta en voor Griekenland. Aan het einde van de puntentelling bleek dat Märyon op de negentiende plaats was geëindigd met 10 punten. Daarmee was Monaco uitgeschakeld en ging het niet door naar de finale. België en Nederland hadden geen punten over voor deze inzending.

### Gekregen punten

#### Halve Finale
| 12 punten | 10 punten          | 8 punten | 7 punten  | 6 punten |
| --------- | ------------------ | -------- | --------- | -------- |
|           |                    |          |           |          |
| 5 punten  | 4 punten           | 3 punten | 2 punten  | 1 punt   |
|           | - Andorra - Cyprus |          | - Albanië |          |

### Punten gegeven door Monaco

#### Halve Finale
Punten gegeven in de halve finale:
| 12 punten | Cyprus               |
| 10 punten | Denemarken           |
| 8 punten  | Nederland            |
| 7 punten  | Servië en Montenegro |
| 6 punten  | Finland              |
| 5 punten  | Oekraïne             |
| 4 punten  | Griekenland          |
| 3 punten  | Albanië              |
| 2 punten  | Letland              |
| 1 punt    | Portugal             |

#### Finale
Punten gegeven in de finale:
| 12 punten | Frankrijk             |
| 10 punten | Griekenland           |
| 8 punten  | Turkije               |
| 7 punten  | Duitsland             |
| 6 punten  | Oekraïne              |
| 5 punten  | IJsland               |
| 4 punten  | Bosnië en Herzegovina |
| 3 punten  | Spanje                |
| 2 punten  | Cyprus                |
| 1 punt    | Servië en Montenegro  |

1959 · 1960 · 1961 · 1962 · 1963 · 1964 · 1965 · 1966 · 1967 · 1968 · 1969 · 1970 · 1971 · 1972 · 1973 · 1974 · 1975 · 1976 · 1977 · 1978 · 1979 · 1980-2003 · 2004 · 2005 · 2006 · 2007-2025